# Roberto Torres Morales
Roberto Torres Morales (Pamplona, Navarra, 7 de març de 1989) és un futbolista professional navarrès que juga com a migcampista pel Gimnàstic de Tarragona.

## Carrera de club

### Osasuna
Torres va començar la seva carrera al CA Osasuna. Va jugar cinc temporades completes amb el CA Osasuna B a la segona divisió B, amb el qual va aconseguir una millor marca personal de 16 gols en 35 partits la temporada 2011–12.
L'11 de desembre de 2011, Torres va debutar amb el primer equip a La Liga entrant com a suplent de Lolo pels darrers 20 minuts en un empat 1–1 a fora contra el Màlaga CF. El 9 d'agost de l'any següent, fou promocionat definitivament al primer equip.
Tot i que va jugar poc durant la temporada 2012–13, Torres debutà com a titular l'1 de juny de 2013, i va marcar el primer gol del seu equip en una derrota per 2–4 contra el Reial Madrid CF. La temporada següent va jugar més regularment, i marcà cinc gols, però l'equip va descendir.
El 22 de juliol de 2015, Torres va signar un nou contracte per tres anys amb els Rojillos fins al 2018. Va marcar 12 gols, el millor de l'equip, durant la temporada 2018-19 per als campions de la Segona Divisió i, en conseqüència, va acordar una pròrroga fins al 2021 amb una clàusula de rescissió fixada en 10 milions d'euros.
Torres va posar fi a la seva etapa de 17 anys a l'Estadi El Sadar el desembre de 2022, després d'haver disputat 353 partits oficials..

### Iran
Torres es va traslladar a l'estranger per primera vegada el gener de 2023, amb 33 anys fitxant pel Foolad FC de la Persian Gulf Pro League. El 10 de setembre d'aquell any, va fitxar pel Gol Gohar Sirjan FC del mateix país i nivell.

### Carrera posterior
L'octubre de 2024, Torres es va traslladar al club de la primera divisió andorrana Inter Club d'Escaldes. El següent 3 de febrer, va signar contracte de sis mesos amb el Gimnàstic de Tarragona de la Primera Federació.

## Palmarès
Osasuna
- Segona Divisió: 2018–19[15]